# Micro-parti politique en France
Cet article court présente un sujet plus développé dans : Financement de la vie politique et électorale en France et Financement des partis politiques français.
En France, un micro-parti est souvent une émanation d'un autre parti, mais il est de moindre envergure que le parti dont il émane. Du point de vue du droit, un micro-parti est un parti politique comme les autres, c'est-à-dire soumis aux mêmes obligations. S'il veut bénéficier de dons, il doit se soumettre à loi de 1988 sur la transparence de la vie politique et donc chaque année doit permettre un contrôle de la Commission nationale des comptes de campagne et des financements politiques. Pour pouvoir financer des campagnes électorales ou d'autres partis politiques, il suffit au micro-parti de désigner un mandataire financier. En général, un micro-parti a pour forme juridique celle d'une association loi de 1901, et son activité tourne autour d'une seule personnalité : un élu local, un député, un ministre. Un micro-parti peut être utile à une personne qui souhaite développer son autonomie financière, dont il ne dispose pas au sein d'un grand parti,,. Tout comme les partis politiques, les micro-partis n'ont pas le droit de recevoir de dons de personnes morales, par exemple les entreprises.
Avant les réformes de 2013, les micro-partis étaient utilisés pour contourner les règles du financement public des partis politiques, ceux-ci en créant plusieurs en leur sein. En effet, les dons d’un particulier pour un parti politique sont plafonnés, depuis 2002, à 7 500 euros par an. Mais il était possible de donner à plusieurs micro-partis créés à cet effet, qui reversaient les sommes au parti principal. La plupart de ces micro-partis étaient dépourvus d'adhérents, mais dotés de généreux donateurs,.
En 1990, la France compte 23 partis politiques. En 2008, la Commission nationale des comptes de campagne et pour le financement de la vie politique en recense 283, et, en 2014, 408.
En 2008, l'UMP, le parti présidentiel à cette époque, est celui qui en a créé le plus, avec 123 formations satellites, soit plus de 58 % de l'ensemble des partis français. De nombreuses personnalités de l'UMP en possèdent : des ministres (François Fillon, Laurent Wauquiez, Christian Estrosi, Brice Hortefeux, Jean-Louis Borloo, etc.), des députés (Jean-François Copé, Patrick Balkany, Claude Goasguen, etc.), et des anciens premiers ministres (Jean-Pierre Raffarin, Édouard Balladur, Alain Juppé). Le président Nicolas Sarkozy possède deux micro-partis (Association nationale des amis de Nicolas Sarkozy et Association de soutien à l'action de Nicolas Sarkozy). Le total des budgets de ces micro-partis est de 4 938 451 euros.
Le problème posé par les micro-partis utilisés pour contourner les lois de financement a été médiatisé en marge de l'affaire Woerth-Bettencourt, où, selon Le Monde, les écoutes téléphoniques ont montré que la milliardaire avait réalisé de nombreux dons auprès du parti présidentiel en passant par divers micro-partis créés par des ministres du gouvernement (Valérie Pécresse, Éric Woerth). 
Les lois relatives à la transparence de la vie publique de 2013 mettent fin à cette dérive : désormais, le plafond annuel des dons des personnes physiques ne s’applique plus par parti politique mais par donateur,.
Il ne faut pas confondre « micro parti » et une association de financement. En effet, les partis recueillent l'ensemble de leurs ressources par l'intermédiaire d'un mandataire nommément désigné par eux, qui est soit une association de financement, soit une personne physique.